# نزلة حمزاوي
قرية نزلة حمزاوي هي إحدى القرى التابعة لمركز ملوى بمحافظة المنيا في جمهورية مصر العربية. حسب إحصاءات سنة 2006، بلغ إجمالي السكان في نزلة حمزاوي 6351 نسمة، منهم 3325 رجلا و3026 امرأة.